# Marisa Centeno
Marisa Centeno Carrasco (Madrid, 16 de agosto de 1970) es una ex gimnasta rítmica española que fue componente de la selección nacional de gimnasia rítmica de España en la modalidad de conjuntos. Sus logros más reseñables son las dos medallas de bronce obtenidas en el Mundial de Varna (1987) y la medalla de bronce lograda en el Europeo de Florencia (1986).

## Biografía deportiva

### Inicios
Aunque nacida en Madrid, ha vivido siempre en la ciudad de Alicante, con excepción del periodo en la selección nacional. Comenzó a practicar gimnasia rítmica con 8 años de edad en el Club Atlético Montemar de Alicante.

### Etapa en la selección nacional
Entró a formar parte del conjunto español de gimnasia rítmica, donde entrenaría en el Gimnasio Moscardó a las órdenes de la seleccionadora nacional Emilia Boneva y la entrenadora de conjuntos, Ana Roncero. Georgi Neykov era el coreógrafo del equipo. En 1986, como gimnasta titular del conjunto, logró la medalla de bronce en el Campeonato Europeo de Florencia. Las gimnastas que lograron esta medalla fueron Marisa, Natalia Marín, Estela Martín, Ana Martínez, Eva Obalat (capitana) y Elena Velasco. Un mes después viajaron a Tokio (Japón) para disputar la Final de la Copa del Mundo de Gimnasia Rítmica, donde lograron el 4ª puesto. Todos estos resultados los consiguió en el concurso general de conjuntos, ya que entonces aún no había finales por aparatos al competirse únicamente con un ejercicio. Para 1987 ya sí se implantó en gimnasia rítmica la realización de dos ejercicios por conjunto.

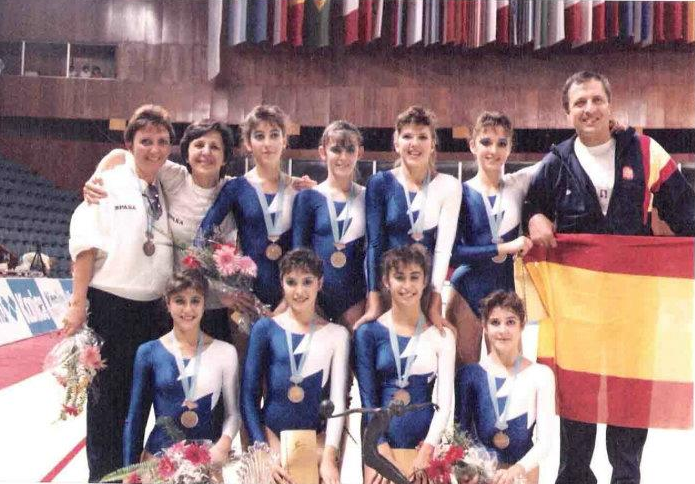
Marisa (abajo, 2ª a la izqda.) con el conjunto español en el Mundial de Varna (1987).

En septiembre de 1987, en el Mundial de Varna, Centeno logró el bronce en el concurso general, el 4ª puesto en 6 pelotas y el bronce en 3 aros y 3 pelotas junto a las gimnastas Natalia Marín, Mari Carmen Moreno, Marta Pardós, Astrid Sánchez y Elena Velasco, con Ana Carlota de la Fuente y Ana Martínez como suplentes.

### Retirada de la gimnasia
A finales de septiembre de 1987, tras el Mundial de Varna, Centeno se retiró junto a la también alicantina Ana Martínez. Ambas argumentaron falta de motivación debido a la carencia de compensación al esfuerzo que realizaban.
De 1990 a 1991 se formó en Secretariado de Dirección Informático en la Escuela de Negocios Fundesem de Alicante. Desde septiembre de 1991 hasta abril de 2012, ocupó varios puestos en el Departamento Comercial del grupo de empresas del Restaurante Dársena de Alicante, como auxiliar administrativo, administrativo, secretaria y directora de Calidad. También se formó como Experto Profesional de Gestión del Sector Turístico en la UNED (2008) o en Contabilidad General en la Fundesem (2013), además de hacer un curso de Marketing Digital en la Interactive Advertising Bureau (2015) y de Community Management en la FUNED (2015).
El 16 de noviembre de 2019, con motivo del fallecimiento de Emilia Boneva, unas 70 exgimnastas nacionales, entre ellas Marisa, se reunieron en el tapiz para rendirle tributo durante el Euskalgym. El evento tuvo lugar ante 8.500 asistentes en el Bilbao Exhibition Centre de Baracaldo y fue seguido además de una cena homenaje en su honor.

## Música de los ejercicios
| Año  | Aparatos           | Música                                  |
| ---- | ------------------ | --------------------------------------- |
| 1986 | 3 aros y 3 pelotas | Desconocida.                            |
| 1987 | 6 pelotas          | «Rhapsody in Blue», de George Gershwin. |
| 1987 | 3 aros y 3 pelotas | Desconocida.                            |

## Palmarés deportivo

### Selección española
| 1986 - Campeonato de Europa de Florencia Bronce en concurso general - Final de la Copa del Mundo en Tokio 4º puesto en concurso general - Shanghái Cup Oro en concurso general | 1987 - Campeonato del Mundo de Varna Bronce en concurso general 4º puesto en 6 pelotas Bronce en 3 aros y 3 pelotas |

## Premios, reconocimientos y distinciones
- Copa Barón de Güell al mejor equipo español, otorgada por el CSD en los Premios Nacionales del Deporte (1987)
- Medalla al Mérito Gimnástico, otorgada por la Real Federación Española de Gimnasia (1988)[5]